# Мицотакис, Константинос
Константи́нос Мицота́кис (греч. Κωνσταντίνος Μητσοτάκης, 18 октября 1918, Ханья, Греция — 29 мая 2017, Афины, Греция) — греческий политик, премьер-министр Греции в 1990—1993 годах.

## Биография
Родился в городе Ханья на Крите. Как и многие греческие государственные деятели, принадлежит к одной из политических династий: племянник выдающегося политика, многократного премьер-министра и лидера Греции в Балканских войнах Элефтериоса Венизелоса, сын и внук депутатов парламента.
На протяжении политической карьеры был соратником Андреаса Папандреу, но «предал» его во главе так называемой «апостасии» 1960-х годов. В 1978 году со своей малой Партией новых либералов вступил в партию «Новая Демократия», тремя годами позже сменил Георгиоса Раллиса на посту её лидера. Был премьер-министром Греции с 1990 по 1993 год, когда проиграл досрочные выборы Андреасу Папандреу. Главной причиной его отставки был так называемый «македонский вопрос» — конфликт вокруг международного названия бывшей югославской республики Македония.

## Семья
Был женат, его супруга Марика скончалась в 2012 году. Отец Доры Бакоянни (р. 1954), занимавшей пост министра иностранных дел Греции, и Кириакоса Мицотакиса (р. 1968), главы «Новой Демократии», депутата парламента и премьер-министра Греции в 2019—2023 годах.